# Fairchild Tropical Botanical Garden
El Fairchild Tropical Botanic Garden o en español: Jardín Botánico Tropical de Fairchild, es un arboreto y jardín botánico de 33 hectáreas (83 acres), con unas extensas colecciones de plantas tropicales exóticas, de palmas, cycadas, árboles florales y de parras, que se encuentra en Coral Gables, Florida, Estados Unidos. 
Es miembro del BGCI, y presenta trabajos para la Agenda Internacional para la Conservación en los Jardines Botánicos.
Es miembro del organismo "Botanic Gardens Conservation International" (BGCI). El código de identificación del jardín botánico dentro del organismo, así como las siglas de su herbario, es FTG.

## Localización
Fairchild se encuentra junto al parque Matheson Hammock, a unos 20 minutos en automóvil desde el centro de Miami y desde el Aeropuerto Internacional de Miami. La dirección del jardín es 10901 Old Cutler Road, Coral Gables, Miami-Dade, Florida 33156 (Estados Unidos). (25°40′37.2″N 80°16′19.2″O / 25.677000, -80.272000)
En el 2020 la tarifa de entrada era de $25. En el 2006 su tarifa era de $20. Se encuentra entre los jardines más caros en el estado de la Florida. Es uno de solo dos arboretos en el Sur de la Florida junto con el Arboreto de Deerfield Beach en Deerfield Beach.

## Historia

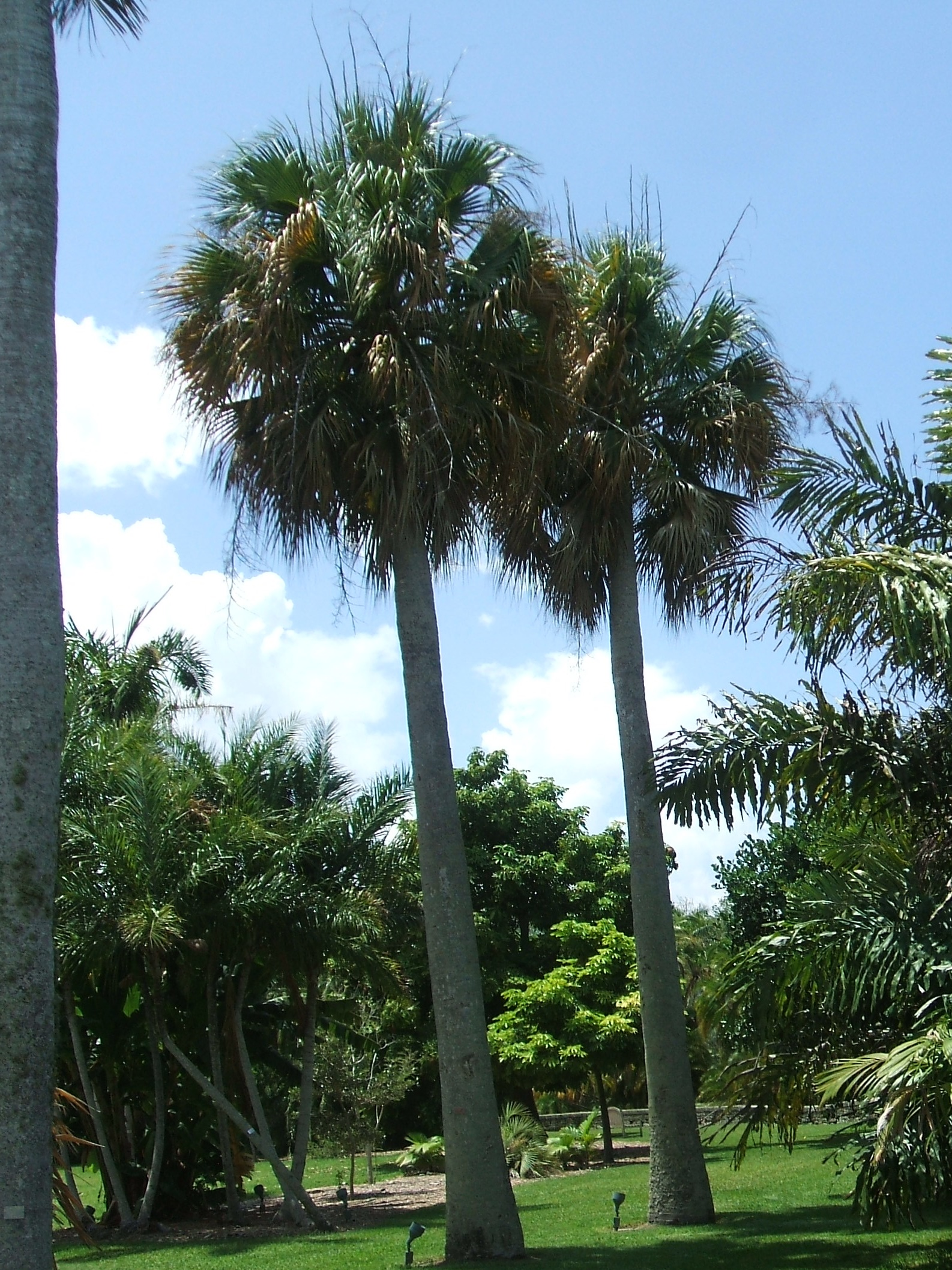
Palma de sombrero (Sabal causiarum)

El jardín botánico fue fundado en 1938 por David Fairchild (1869-1954), uno de los grandes exploradores y recolectores de especímenes de plantas, y Robert H. Montgomery (1872-1953), un contable, abogado, y hombre de negocios con una pasión por coleccionar plantas.
Gracias a los numerosos viajes que realizó el Dr. Fairchild se trajeron muchas plantas importantes a los Estados Unidos, incluyendo mangos, alfalfa, nectarinas, dátiles, el rábano picante, bambús y cerezos de flor. 
Robert Montgomery se retiró a Miami en 1935, pero muchas plantas todavía que crecían en el jardín fueron recogidas y plantadas por el Dr. Fairchild, incluyendo un árbol baobab africano gigante, no lejos de la entrada. 
Con la dirección del Dr. Fairchild, Montgomery persiguió el sueño de crear un jardín botánico en Miami. Compró el sitio, lo nombró en recuerdo de Fairchild, y lo traspasó más adelante en su mayor parte al condado de Miami-Dade.
El jardín sí mismo fue diseñado por el arquitecto paisajista Guillermo Lyman Phillips, miembro de la sociedad Frederick Law Olmsted, y unos de los diseñadores más importantes de paisajismo en la Florida del sur durante la década de 1930. 
Los primeros 15 años se enfocaron en la construcción de sus edificios y en las características primarias del paisaje, incluyendo el Palmetum Montgomery, el Bailey Palm Glade, la Alameda y alrededores, la Pérgola de la parras, el Anfiteatro, la Casa del pórtico, biblioteca y museo de Montgomery, 14 lagos, las paredes de piedra de los aterrazamientos, los sistemas de irrigación, el jardín de los musgos, y el auditorio del jardín de la casa de Nell Montgomery. 
Los últimos edificios que se incluyeron fueron la Casa Davis (1953), el Laboratorio Hawkes (1960), el edificio de la Ciencia botánica Robbins (1967), la Casa de las plantas raras (1968), el edificio Corbin de la enseñanza botánica (1972), y varias ampliaciones que se han hecho a lo largo de los años en los diferentes edificios ya construidos.

## Colecciones
El Fairchild es un centro de investigación de primer orden, en horticultura y en la conservación de las palmeras, con 7.054 accesiones y 4.249 taxones en cultivo.
Entre sus colecciones se encuentran Arecaceae, Cycas, Bromeliaceae, Araceae, plantas de la flora de Madagascar, flora del Caribe, Bambús, además de plantas ornamentales tropicales y flores (árboles, arbustos y parras). El jardín también incluye una gran colección ex situ de especies en peligro de extinción de la Florida, Puerto Rico y de las Islas Vírgenes de los Estados Unidos. 
Entre sus secciones:
- La Selva Tropical Richard H. Simons que se abrió al público en octubre del 2000.
- El Pabellón de Fruta Tropical William F. Whitman abierto en noviembre del 2003.
- Joyas del Caribe.
- El Festival Internacional del Mango que se celebra anualmente durante el mes de julio.